# جيهان (اسم)
جيهان، اسم علم مؤنث فارسي معناه: الدنيا، العالم. وأصلُ لفظه بفتح الجيم ومن غير ياء، ويُلفظ كذلك: جِهان. لها عينان كعيون الغُزلان، ملاك يتخفى في ثوب إنسان، ملامحها كوكبان دُريان، وجنتاها أصفى من ماء الخلجان، ورموش أحد من سيوف الفرسان، والقلب تعلم منها الخفقان. ويطلق على الفتاة الجميلة و المهذبة